# Ivajlo
Ivajlo bulharsky Ивайло, původně pastýř prasat, byl v letech 1278 až 1279 car Bulharska.

## Politický vzestup
V posledních dnech vlády cara Ivana Asena II. stále více hrozilo nebezpečí napadení Bulharska Mongoly (Tatary) ze severu. Nedokázali je porazit ani jeho dva nezletilí synové Koloman (syn z prvního manželství) a Michail II. Asen (syn z druhého manželství), kteří jeden po druhém nahradili svého otce na bulharském trůnu. Vnitřní neklid v zemi využilo Nikájské císařství a obsadilo oblasti v Makedonii a Rodopy. Po krutých bojích v roce 1257 se na trůn dostal Konstantin Tich, Bojar ze Skopje. Ani on však nezastavil nájezdy Mongolů. Byl slabý panovník, jehož ostatní velmi často využívali. A tak byl velmi brzy sesazen z trůnu.
Byzantská říše v roce 1261 opět získala území v Thrákii a na břehu Černého moře a začala se formovat nová Byzantská říše. Bojaři v sousední zemi měli pod kontrolou jednotlivé části rozděleného Bulharska. Mongolové stále pokračovali ve svých vpádech a plenili zemi. Státní pokladna byla prázdná, a proto, aby se naplnila, car Konstantin Tich určil vyšší daně bulharskému lidu. Toto se stalo ještě předtím, než byl mladý venkovan Ivajlo korunován za cara. Bohužel nevíme téměř nic o Ivajlově životě v mládí, protože byzantští kronikáři o něm nepsali. Víme pouze, že byl pastýřem vepřů ve svém rodném městě v Dobrudžanském okrese. Ačkoli nebyl vzdělaný, byl dobrým řečníkem, a po zvolení za cara se o svou zemi dobře staral.
V revoluci v roce 1277 byl vůdcem vesničanů. Jeho úkolem bylo skoncovat s nájezdy Tatarů a svévolí bojarů, a osvobodit lid zpod daňového útlaku, který nastolil Konstantin Tich. Ivajlo i se svými muži tehdy porazili velkou tatarskou armádu vojáků, kteří tak na delší dobu nebyli schopni podnikat vojenské výpady na území cara Ivajla. Ivajlova sláva dále narůstala. Tisíce vesničanů vstupovaly k němu do armády. Když měl dostatek vojáků, konečně se odhodlal bojovat proti bojarům a Konstantinovi Tichovi. Ještě předtím než se vydal uskutečnit vojenský pochod na hlavní město Tarnovo, lid ho prohlásil za cara. Georgi Pachimer napsal: „Vždy když obsadil nové město, lidé ho chválili jako cara i vůdce. Oblast za oblastí se podřizovali jeho příkazem věříce, že pod jeho vedením zbohatnou.“
I lidé věřili, že mladý a aktivní car Ivajlo porazí již starého a pasivního Konstantina Ticha, který nadále zemi pouze škodil. Sen o novém a dobrém carovi byl znovu na obzoru. Lid věřil, že Ivajlo je patriotem, který je ochoten bránit nezávislost lidu a země. Ivajlo porazil vzbouřené vojsko Konstantina Ticha a sám Konstantin v bitvě padl. Vojáci, které si Ivajlo najal, měli chránit moc a privilegia země. Bouřící se protivníci obsadili hlavní město. Car Ivajlo musel vstoupit do svazu, a tak bojovat proti nepřátelům, aby získal zpět své hlavní město. Ivajlo byl korunován v roce 1278 a zemi vládl do roku 1279. Vždy byl schopen vést válku proti komukoliv – proti Byzantincům na jihu nebo proti Tatarům severu.

## Pád a smrt
V bitvě proti Tatarům získal čtyři nové vojáky do své armády – Momčila, Kumana, Damjana a Kunce, kteří mu pomohli vyhnat nepřítele za území Dunaje do Rumunska. V roce 1279 Byzantinci napadli Tarnovo. Ivan Asen III. v roce 1279 nastoupil na trůn místo cara Ivajla, který zatím zabránil zpustošení města. Znovu se k němu přidalo pár nadšenců. Situace ve městě se však změnila. Bojar Georgi Terter sesadil z trůnu Ivana Asena III. a spojil se s aristokraty. Byzantský kronikář Pachimer popisoval všechny Ivajlovy bitvy proti Byzantincům, které však nedokázaly porazit odvěkého soupeře této země.
Překvapení a znechucení carovi lidé Ivajla opustili. Jeho malé zkušenosti v roli státníka ho donutily, aby se obrátil ke svým bývalým nepřátelům Tatarům o poprosil je o pomoc. Ti ho však podle rozkazu chána Nogaje zavraždili ve svém táboře. Ani po jeho smrti se jeho sláva za několik desetiletí neutichla. Sousední státy a revoluční vůdci často používali jeho jméno k tomu, aby přilákaly své přívržence. Ačkoliv se nikdo z těch vůdců nemohl podobat Ivajlovi, žádný z nich nebyl korunován za cara bulharského národa.